# Faning

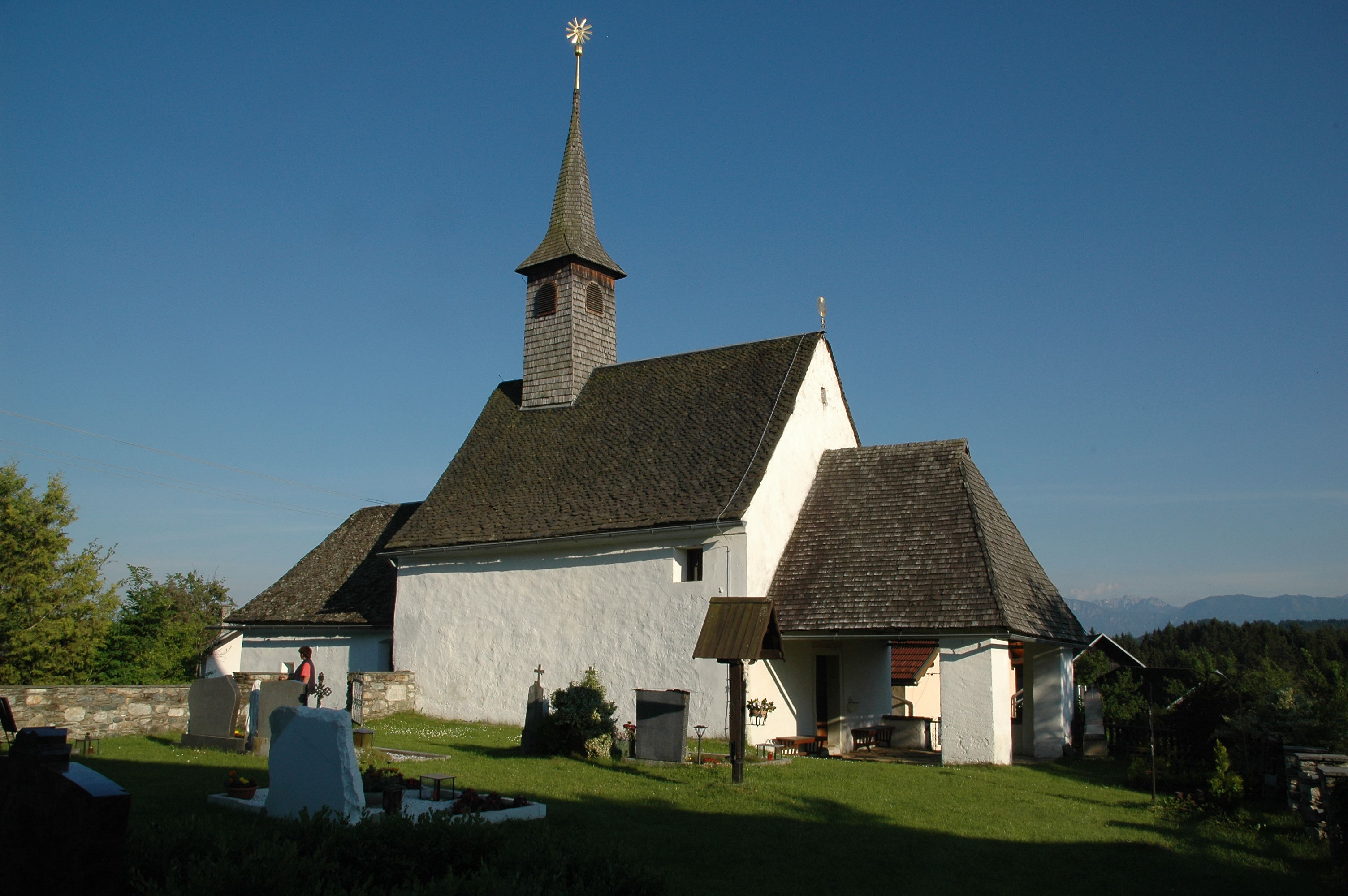
Kirche von Faning

Faning ist ein Ortsteil von Moosburg in der Katastralgemeinde Tigring. Die Ortschaft liegt am südöstlichen Fuß des 805 m hohen Freudenbergs mit einem Blick nach Süden über das Klagenfurter Becken bis hin zu den Karawanken.

## Geschichte
Um 1070 wurde ein Gut Vaniccha als Tauschobjekt der Freisinger urkundlich erwähnt. Die Kirche St. Agnes ist ein romanischer Bau und war bis 1784 eine Filiale von Maria Wörth.

### Nachbarorte
|              | Nußberg                                     |          |
| Windischbach | Kompassrose, die auf Nachbargemeinden zeigt | Großbuch |
| Tigring      | Seigbichl                                   | Ponfeld  |

## Wirtschaft
Haupterwerbszweig in Faning ist die Landwirtschaft (Gemüse- und Obstbau, Vieh- und Kleintierhaltung, Wiesenbewirtschaftung, Ackerbau) sowie die Vermarktung landwirtschaftlicher Produkte.